# Diva: Ha Osef
Pour les articles homonymes, voir Diva.
Albums de Dana International
Maganona The Album
Diva: Ha Osef est la première compilation de la chanteuse israélienne Dana International. Celle-ci est sortie uniquement en Israël.

## Titres
1. Diva 3:00 [Hébreu]
2. Yeshnan banot 2:33 [Hébreu]
  - extrait de l'album Umpatampa, 1994
3. Don Quixote 4:05 [Hébreu]
  - extrait de l'album Maganona, 1996
4. Ani lo yekhola be-l'adekha 4:14 [Hébreu]
  - extrait de l'album Umpatampa, 1994
5. Maganona (1998 remix) 4:16 [Arabe]
  - remix inédit, extrait de l'album Maganona, 1996
6. Sa'ida Sultana 4:37 [Arabe]
  - extrait de l'album Danna International, 1993
7. Danna International 3:24 [Arabe]
  - extrait de l'album Danna International, 1993
8. Nosa'at le-Petra 3:39 [Hébreu]
  - extrait de l'album Umpatampa, 1994
9. Fata morgana 4:42 [Hébreu]
  - extrait de l'album Danna International, 1993
10. Layla tov, Eropa 3:00 [Hébreu]
  - extrait de l'album Umpatampa, 1994
11. Menafnefet 4:15 [Hébreu]
  - extrait de l'album Maganona, 1996
12. Mea achuz gever 3:21 [Hébreu]
  - extrait de l'album Umpatampa, 1994
13. Shir kdam-shnati (Sex acher) 4:32 [Hébreu]
14. Power 4:05 [Anglais]
15. Cinque milla 4:53 [Italien/Anglais]
  - extrait de l'album Maganona, 1996
16. Zemer shalosh ha-tshuvot 3:42 [Hébreu]
17. Ani lo yekhola be-l'adekha (acoustic version) 4:14 [Hébreu]
  - version inédite, extrait de l'album Umpatampa, 1994